# Virginio Gómez
Virginio Gómez González (Los Ángeles, 1877 — Corral, 1 de enero de 1956) fue un médico e intelectual chileno, fundador de la medicina moderna en Concepción, uno de los impulsores de la creación de la Universidad de Concepción, de la creación del Comité Pro-Universidad y del Hospital Clínico. Fue miembro de la masonería chilena.

## Estudios
Estudió en Los Ángeles sus primeros años y luego en el Instituto Nacional. Durante su juventud fue miembro de la Estudiantina del Centro Español de Los Ángeles, organización a la cual pertenecía también su primo, el político Domingo Contreras Gómez. Obtiene su título en 1892 y se gradúa de médico-cirujano en 1897. 
En 1914 obtuvo una beca para perfeccionarse en Alemania y luego recorrió Suiza, Francia y Austria, regresando a Concepción en 1916 para ejercer nuevamente su profesión, luego de pasar una corta estadía en Santiago e Iquique.

## Regreso a Concepción
En 1902 se desempeñó como profesor en el Hospital San Borja y como director en el hospital San Juan de Dios de Concepción.

### Ideal universitario
El 17 de enero de 1917 invitó a varios profesionales, comerciantes e industriales, para llevar a cabo la creación de un hospital en la ciudad. Para ello pensaba el abastecerla de una Universidad técnica y no estatal. Solía decir:

«No quiero una nueva universidad sino una universidad nueva».
Virginio Gómez

Para el hospital el doctor planteó la creación de un hospital de clínicas al estilo de la Clínica Mayo de Rochester.

«Estimo que nuestra Universidad ha sido ingrata con el recuerdo de la personalidad de este clínico famoso al dejarlo relegado al olvido, ya que fue uno de sus fundadores conjuntamente con don Enrique Molina y el creador de nuestra Escuela Dental. La Facultad de Odontología ha cancelado, en parte, la deuda de gratitud contraída con la memoria del doctor Gómez. Siendo decano el profesor Arturo Gigoux L., fue designado miembro académico de ella y en el decanato se colocó su retrato al óleo».

## Muerte
Murió en 1956 tras caer de la cubierta del barco Alondra, que lo transportaba hacia Puerto Montt. A esa fecha sufría problemas cardiacos, y sus cercanos dicen que la causa de muerte pudo haber sido un síncope.

## Reconocimiento póstumo

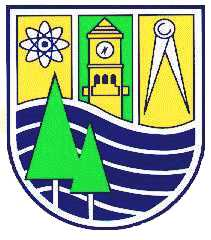
Logo del IPVG

En 1989 se fundó el Instituto Profesional Virginio Gómez que lleva su nombre, instituto profesional perteneciente a la Universidad de Concepción.
En el año 2007 se crea la Logia n°208 en el Valle de Chiguayante, que a modo de homenaje toma el nombre del Dr. Virginio Gómez González